# Seur (Loir y Cher)
 Seur  es una población y comuna francesa, en la región de Centro, departamento de Loir y Cher, en el distrito de Blois y cantón de Contres.

## Demografía
| 202 | 193 | 206 | 231 | 302 | 355 |
| Para los censos de 1962 a 1999 la población legal corresponde a la población sin duplicidades (Fuente: INSEE [Consultar]) |     |     |     |     |     |